# Turbo (film)
Turbo is een Amerikaanse 3D-animatiefilm uit 2013, geregisseerd door David Soren, geproduceerd door DreamWorks Animation en gedistribueerd door 20th Century Fox. De film gaat over een tuinslak die erover droomt de snelste slak ter wereld te worden. De film ging in de Verenigde Staten in première op 17 juli 2013. In Nederland kwam de film 9 oktober 2013 en in België 23 oktober 2013 uit.

## Verhaal
Turbo de tuinslak droomt zijn hele leven al om te kunnen racen in de Indianapolis 500. Hij is alleen een van de langzaamste wezens op aarde. Als op een dag Turbo per ongeluk in een tank van een racewagen valt, wordt hij door het mengsel van stikstof en zuurstof supersnel. Met zijn nieuwe turbosnelheid wil hij het opnemen tegen de beste coureurs van de Indianapolis 500.

## Rolverdeling

### Originele versie
| Acteur             | Personage    | Opmerkingen                                           |
| ------------------ | ------------ | ----------------------------------------------------- |
| Ryan Reynolds      | Turbo        | Een slak die de snelste ter wereld wil worden         |
| Paul Giamatti      | Chet         | Een slak en de oudere broer van Turbo                 |
| Michael Peña       | Tito         | Heeft samen met Angelo een taco-tent 'Dos Bros Tacos' |
| Samuel L. Jackson  | Whiplash     | Een slak                                              |
| Luis Guzmán        | Angelo       | De oudere broer van Tito                              |
| Bill Hader         | Guy Gagné    | Een Frans-Canadese coureur                            |
| Snoop Dogg         | Smoove Move  | Een slak                                              |
| Maya Rudolph       | Burn         | Een slak                                              |
| Ben Schwartz       | Skidmark     | Een slak                                              |
| Ken Jeong          | Kim Ly       | Een Vietnamese eigenares van een nagelsalon           |
| Michelle Rodriguez | Paz          | Een automonteur                                       |
| Mike Bell          | White Shadow | Een slak                                              |

### Nederlandse versie
| Acteur             | Personage |
| ------------------ | --------- |
| Waldemar Torenstra | Turbo     |
| Ruben van der Meer | Chet      |
| Javier Guzman      | Tito      |
| Murth Mossel       | Whiplash  |
| Roué Verveer       | Angelo    |
| Tony Neef          | Guy Gagné |
| Patrick Martens    | Kim Ly    |
| Lieke van Lexmond  | Paz       |

### Vlaamse versie
| Acteur         | Personage    |
| -------------- | ------------ |
| Michael Pas    | Turbo        |
| Tom Van Dyck   | Chet         |
| Koen Buyse     | Tito         |
| Manou Kersting | Whiplash     |
| Koen Buyse     | Angelo       |
| Eric Godon     | Guy Gagné    |
| Brahim         | Smoove Move  |
| An Miller      | Burn         |
| Tom Lenaerts   | Skidmark     |
| William Boeva  | Kim Ly       |
| Filip Peeters  | White Shadow |